# Nils Müller
Nils Müller (* 14. September 1982 in Duisburg) ist ein deutscher Galerist, Fotograf und ehemaliger Graffiti-Künstler.

## Leben
Müller wuchs im Ruhrgebiet auf, zunächst in Essen, später dann in Bochum. Schon während der Schulzeit entwickelte er ein tiefgreifendes Interesse an visuellen Künsten, Ästhetik und Musik. Früh kam er dabei mit Graffiti in Kontakt und begann, aktiv zu sprühen. Er wurde fester Teil der Szene und reiste mit anderen Künstlern durch die Welt, immer auf der Suche nach neuen Malflächen, allen voran Zügen und U-Bahnen.
Nach der mittleren Reife schloss Müller sein Fachabitur an einer Oberschule für Gestaltung ab und zog nach Heidelberg, zunächst für ein Praktikum bei einem Sprühdosen-Fabrikanten. Dort begann er, sich der Fotografie zu widmen, arbeitete als Assistent bei einem Fotografen und machte sich später selbstständig. Im Zentrum von Müllers Arbeit stand damals die Dokumentation von Graffiti und den spannungsgeladenen Momenten ihrer Entstehung. Aus diesen Aufnahmen sind zwei Bildbände entstanden, Blütezeit (2009) und Vandals (2013).
Heute fotografiert Müller Musiker, Schauspieler und Künstler, unter ihnen Marina Abramović, Udo Lindenberg, Lars Eidinger, Mavi Phoenix, Yung Hurn, Nas, Haftbefehl und Alex Katz. Die Aufnahmen sind direkt und nah und entstehen immer in authentischen Situationen, erschienen sind Müllers Fotos in der New York Times, der Zeit und bei Galore. Zu seinen Auftraggebern zählen unter anderem die Musik-Labels Universal und Sony. Aus seinen fotografischen Aktivitäten entstand zudem Müllers Buchprojekt Wertical, das sich mit visueller Kultur beschäftigt.
Nach seinem Umzug von Heidelberg nach Köln 2010 eröffnete Nils Müller die Galerie Ruttkowski68, benannt nach dem damals überraschend verstorbenen DJ Sven Ruttkowski, mit dem Müller eng befreundet war. Zunächst war das Programm geprägt von subkulturellen Einflüssen: es wurden überwiegend Arbeiten der Künstler ausgestellt, mit denen Müller zuvor gesprüht hatte.
Heute vertritt die Galerie rund zehn Künstlerinnen und Künstler, unter ihnen C. O. Paeffgen, Conny Maier, Stefan Marx, Joakim Ojanen und Paa Joe. Die künstlerischen Praktiken reichen dabei über Malerei und Bildhauerei und bis hin zu Video und Installationen.
Nils Müller arbeitet nach seinen eigenen Regeln, ohne damit provozieren zu wollen. Der Autodidakt bringt Menschen und Szenen zusammen, von denen viele noch glauben, sie müssten strikt getrennt werden. Galerist zu sein und gleichzeitig Fotograf, das ist für ihn kein Widerspruch, sondern eigentlich nur logische Ergänzung. Seit der Geburt seiner Tochter sprüht Nils Müller nicht mehr.